# Ampenan Selatan
Ampenan Selatan is een bestuurslaag in het regentschap Mataram van de provincie West-Nusa Tenggara, Indonesië. Ampenan Selatan telt 7948 inwoners (volkstelling 2010).